# Білки (зупинний пункт)
Білки — зупинний пункт Південно-Західної залізниці (Україна), розташований на дільниці Фастів I — Київ-Волинський між зупинним пунктом Півні (відстань — 3 км) і станцією Мотовилівка (1 км). Відстань до ст. Фастів I — 16 км, до ст. Київ-Волинський — 41 км.
Зупинний пункт розташований у смт Боровій, до с.Мотовилівка 500 м,поруч за 45 м школа(1904-1919 земське училище, 1933-1965 дитбудинок), належить до Фастівського району Київської області. Має дві платформи берегового типу, з яких платформа парного напрямку (в бік Києва) має павільйон очікування, поблизу зупинка автобусів. До р. Стугна 3 км, з північного боку Мотовилівський ліс. Назва походить від річки Білочка, що брала початок у лісі та була лівою притокою Стугни, пересохла після будівництва залізниці 1870.
Відкритий 1964 року.